# کالتن جیمز
کالتن جیمز (انگلیسی: Colton James؛ زادهٔ ۲۲ فوریهٔ ۱۹۸۸) یک هنرپیشه اهل ایالات متحده آمریکا است. 